# My Sister's Crown
My Sister's Crown is een nummer van de Tsjechische folkband Vesna, uitgebracht op 30 januari 2023. Het vertegenwoordigde Tsjechië op het Eurovisiesongfestival 2023 na het winnen van ESCZ 2023. Het nummer eindigde in de top tien in de grote finale met een score van 129 punten.

## Achtergrond
Het lied gaat over alle mensen die een soort van onvrijheid ervaren, zoals onderdrukking door de samenleving, trends, technologie en het is zo'n symbool voor deze mensen om een kroon op te zetten en zich sterk genoeg te voelen, zei Bára Šutková, de violist van de band. Er zijn 4 talen in het lied: Engels, Tsjechisch, Bulgaars en Oekraïens.